# Asa fechada

Uma asa anular fechada

Uma asa fechada é uma asa que possui efetivamente dois planos principais que se fundem em suas extremidades de modo que não há pontas de asas convencionais. Os projetos de asa fechada incluem a asa anular (comumente conhecida como asa cilíndrica ou em anel), a asa unida, a asa em caixa e dispositivos de ponta espiróide. 
Como muitos dispositivos nas pontas das asas, a asa fechada visa reduzir os efeitos de desperdício associados aos vórtices nas pontas das asas que ocorrem nas pontas das asas convencionais. Embora a asa fechada não tenha direito exclusivo a tais benefícios, muitos projetos de asa fechada oferecem vantagens estruturais em relação a um monoplano cantilever convencional.

## Características

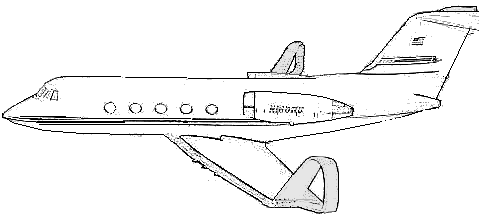
O winglet Spiroid é uma superfície de asa fechada fixada na ponta de uma asa convencional.

Os vórtices nas pontas das asas formam um componente importante da esteira de turbulência e estão associados ao arrasto induzido, que contribui significativamente para o arrasto total na maioria dos casos. Uma asa fechada evita a necessidade de pontas de asa e, portanto, pode-se esperar que reduza os efeitos de arrasto nas pontas das asas.

### Configurações
Vários tipos de asa fechada foram descritos:
- Asa de caixa
- Asa romboidal
- Asa anular plana
- Asa e fuselagem concêntricas

### Projeto de aviação ambientalmente responsável da Lockheed Martin

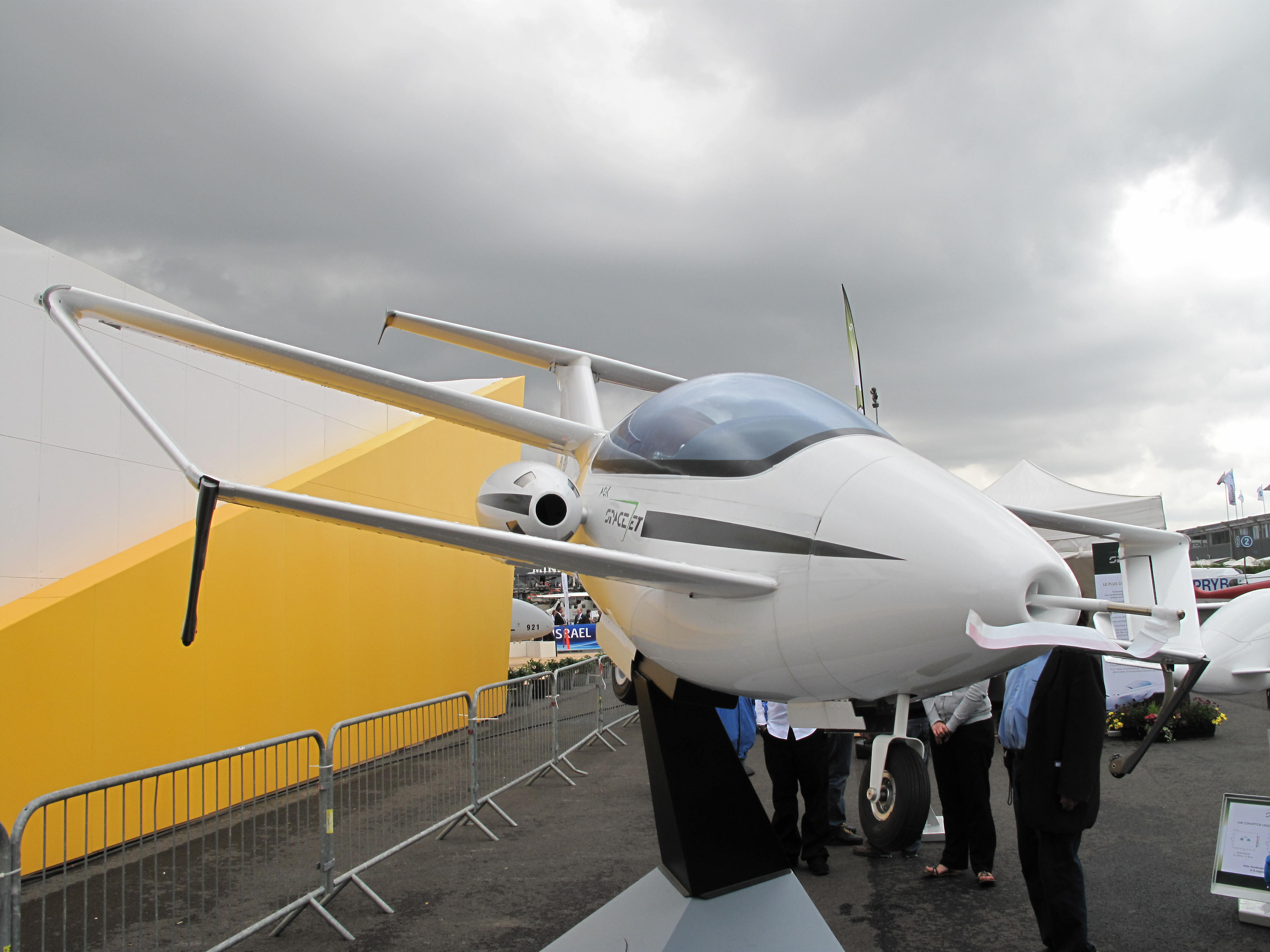
AOK Spacejet no Paris Air Show 2013

Durante 2011, o Projeto de Aviação Ambientalmente Responsável da Diretoria de Missões de Pesquisa Aeronáutica da NASA convidou propostas de estudos para cumprir a meta da NASA de reduzir o consumo futuro de combustível das aeronaves em 50% em comparação com 1998. A Lockheed Martin propôs um projeto de asa em caixa junto com outras tecnologias avançadas.  